# Rude Boy (Leila K-dal)
A Rude Boy című dal a svéd származású Leila K és Papa Dee közös dala, mely 1996-ban jelent meg, és az énekesnő Manic Panic című albumának 3. kislemeze. A dal a finn slágerlistán a 8. míg a svéd kislemezlistán a 29. helyig jutott.
A remixeket Johnny Boy, Monday Bar.  Rob Below, Oliver Lieb, DB600 és a Stonebridge készítette.

## Megjelenések
CD Maxi  Motor 575 531-1
1. Rude Boy (DB600 Mix) - 7:54
2. Rude Boy (Single Mix)	- 3:11
3. Rude Boy (Oliver Lieb House Mix)- 5:40
4. Rude Boy (Oliver Lieb Instrumental) - 5:39

12"  More vinyl 2732
1. Rude Boy (DB600 Mix) - 5:40
2. Rude Boy (Radio Mix) - 3:11
3. Rude Boy (Oliver Lieb House Mix) - 7:57